# Shamala ricasta
Shamala ricasta är en insektsart som beskrevs av Irena Dworakowska 1981. Shamala ricasta ingår i släktet Shamala och familjen dvärgstritar. Inga underarter finns listade i Catalogue of Life.